# 荒野叢林 (電影)
《荒野叢林》（英語：Wildwood）是一部2026年美國定格動畫黑暗奇幻冒險片，改編自科林·麥洛依創作的小說《野林守護戰》，由崔維斯·奈特執導，克里斯·巴特勒編劇，其配音陣容包括佩頓·伊麗莎白·李、雅各·特倫布雷、凱莉·墨里根、馬赫夏拉·阿里、奧卡菲娜、安琪拉·貝瑟、傑克·強森、查理·戴、阿曼德拉·斯坦伯格、傑梅奈·克萊門特、瑪雅·厄斯金、丹圖·卡蒂娜、湯姆·威茲以及理查·E·格蘭特。
《荒野叢林》排定2026年於美國上映。

## 配音員
- 佩頓·伊麗莎白·李（英语：Peyton Elizabeth Lee）聲演普魯·麥基爾（Prue McKeel）
- 雅各·特倫布雷聲演柯蒂斯·梅爾貝格（Curtis Mehlberg）
- 凱莉·墨里根聲演亞歷珊卓（Alexandra）
- 馬赫夏拉·阿里聲演布蘭登（Brenden）
- 奧卡菲娜聲演麥基爾夫人（Mrs. McKeel）
- 安琪拉·貝瑟聲演伊菲革涅亞（Iphigenia）
- 傑克·強森聲演麥基爾先生（Mr. McKeel）
- 查理·戴聲演謝默斯（Seamus）
- 阿曼德拉·斯坦伯格
- 傑梅奈·克萊門特聲演貓頭鷹（Owl Rex）
- 瑪雅·厄斯金（英语：Maya Erskine）聲演達拉·瑟尼斯（Darla Thennis）
- 丹圖·卡蒂娜（英语：Tantoo Cardinal）聲演卡洛·格羅德（Carol Grod）
- 湯姆·威茲聲演狐狸（Sterling Fox）
- 理查·E·格蘭特聲演羅傑·斯溫頓／埃爾根（Roger Swindon / Elgen）

## 製作

### 發展
2011年9月，兒童奇幻小說《野林守護戰》發行後，萊卡宣布製作該片的定格動畫長片，並為小說製作了書籍預告。2021年9月，萊卡宣布下一部作品將是《荒野叢林》，由崔維斯·奈特執導，艾莉安娜·薩特納（Arianne Sutner）製片，克里斯·巴特勒編劇。

### 選角
2022年8月，萊卡公布配音陣容，包括凱莉·墨里根、馬赫夏拉·阿里、佩頓·伊麗莎白·李、雅各·特倫布雷、奧卡菲娜、安琪拉·貝瑟、傑克·強森、查理·戴、阿曼德拉·斯坦伯格、傑梅奈·克萊門特、瑪雅·厄斯金、丹圖·卡蒂娜、湯姆·威茲以及理查·E·格蘭特。

### 拍攝
電影於2021年9月開始製作，由凱萊布·丹斯切爾擔任攝影師。定格動畫的製作在萊卡位於波特蘭的工作室外面進行。

### 音樂
2022年5月，達利歐·馬里安利被透露為該片進行配樂，這也是他與奈特繼《怪怪箱》、《酷寶：魔弦傳說》和《大黃蜂》後第四次合作的電影。

## 發行
《荒野叢林》起初排定2025年於美國上映。後來延期至2026年。

## 外部連結
- 互联网电影数据库（IMDb）上《荒野叢林》的资料（英文）